# Bailey–Borwein–Plouffe-formula
A Bailey–Borwein–Plouffe-formula (BBP-formula) {\displaystyle \pi } értékét számító algoritmus. 1995-ben fedezte fel Simon Plouffe, és a cikk szerzőiről, David H. Baileyről, Peter Borweinról és Plouffe-ról kapta nevét. Korábban Plouffe saját oldalán is közölte. A képlet:
{\displaystyle \pi =\sum _{k=0}^{\infty }\left[{\frac {1}{16^{k}}}\left({\frac {4}{8k+1}}-{\frac {2}{8k+4}}-{\frac {1}{8k+5}}-{\frac {1}{8k+6}}\right)\right]}
A képlet a {\displaystyle \pi } n. számjegyét adja meg hexadecimális számrendszerben. Egy másik képlet, melyet Plouffe 2022-ben fedezett fel, lehetővé teszi a π n. számjegyének számítását decimális számrendszerben. A BBP-t és az általa ihletett algoritmusokat használja például a PiHex a π számjegyei számítására elosztott számítással. E képlet léte meglepő volt – korábban úgy tűnt, hogy a π n. számjegyének számítása az első n számjegy számításával azonos nehézségű.
Felfedezése óta általános
{\displaystyle \alpha =\sum _{k=0}^{\infty }\left[{\frac {1}{b^{k}}}{\frac {p(k)}{q(k)}}\right]}
alakú képleteket fedeztek fel sok más irracionális {\displaystyle \alpha }-ra, ahol {\displaystyle p(k)} és {\displaystyle q(k)} egész együtthatós polinomok, {\displaystyle b\geq 2} a számrendszer alapja. Ezek BBP-típusú formulák. Nincs ismert rendszeres algoritmus a megfelelő {\displaystyle p(k)}, {\displaystyle q(k)} és {\displaystyle b} megtalálására, ezek kísérletileg fedezhetők fel.

## Specializációk
A sok eredményt adó általános képlet egy specializációja:
{\displaystyle P(s,b,m,A)=\sum _{k=0}^{\infty }\left[{\frac {1}{b^{k}}}\sum _{j=1}^{m}{\frac {a_{j}}{(mk+j)^{s}}}\right],}
ahol s, b és m egészek, {\displaystyle A=(a_{1},a_{2},\dots ,a_{m})} egészszám-sorozat. A P függvény egyes megoldásokra kompakt jelölést ad. Például az eredeti BBP képlet:
{\displaystyle \pi =\sum _{k=0}^{\infty }\left[{\frac {1}{16^{k}}}\left({\frac {4}{8k+1}}-{\frac {2}{8k+4}}-{\frac {1}{8k+5}}-{\frac {1}{8k+6}}\right)\right]}
felírható az alábbi alakban:
{\displaystyle \pi =P{\bigl (}1,16,8,(4,0,0,-2,-1,-1){\bigr )}.}

### Korábban ismert BBP-szerű formulák
Néhány egyszerű ilyen képlet, mely a BBP előtt ismert volt, és ahol a P függvény jelölése egyszerű:
{\displaystyle {\begin{aligned}\ln {\frac {10}{9}}&={\frac {1}{10}}+{\frac {1}{200}}+{\frac {1}{3\ 000}}+{\frac {1}{40\,000}}+{\frac {1}{500\,000}}+\cdots \\&=\sum _{k=1}^{\infty }{\frac {1}{10^{k}\cdot k}}={\frac {1}{10}}\sum _{k=0}^{\infty }\left[{\frac {1}{10^{k}}}\left({\frac {1}{k+1}}\right)\right]\\&={\frac {1}{10}}P{\bigl (}1,10,1,(1){\bigr )},\end{aligned}}}
{\displaystyle {\begin{aligned}\ln 2&={\frac {1}{2}}+{\frac {1}{2\cdot 2^{2}}}+{\frac {1}{3\cdot 2^{3}}}+{\frac {1}{4\cdot 2^{4}}}+{\frac {1}{5\cdot 2^{5}}}+\cdots \\&=\sum _{k=1}^{\infty }{\frac {1}{2^{k}\cdot k}}={\frac {1}{2}}\sum _{k=0}^{\infty }\left[{\frac {1}{2^{k}}}\left({\frac {1}{k+1}}\right)\right]\\&={\frac {1}{2}}P{\bigl (}1,2,1,(1){\bigr )}.\end{aligned}}}
Általában az alábbi azonosság igaz {\displaystyle a>1}-re:
{\displaystyle \ln {\frac {a}{a-1}}=\sum _{k=1}^{\infty }{\frac {1}{ka^{k}}}}
Plouffe-ot ihlette az árkusz tangens végtelen sora, melynek képlete (a P jelölés általánosítható nem egész b-re is):
{\displaystyle {\begin{aligned}\arctan {\frac {1}{b}}&={\frac {1}{b}}-{\frac {1}{b^{3}3}}+{\frac {1}{b^{5}5}}-{\frac {1}{b^{7}7}}+{\frac {1}{b^{9}9}}+\cdots \\&=\sum _{k=1}^{\infty }\left[{\frac {1}{b^{k}}}{\frac {\sin {\frac {k\pi }{2}}}{k}}\right]={\frac {1}{b}}\sum _{k=0}^{\infty }\left[{\frac {1}{b^{4k}}}\left({\frac {1}{4k+1}}+{\frac {-b^{-2}}{4k+3}}\right)\right]\\&={\frac {1}{b}}P\left(1,b^{4},4,\left(1,0,-b^{-2},0\right)\right).\end{aligned}}}

### Új egyenlőségek keresése
A fenti P függvény használatával a legegyszerűbb képlet π-re {\displaystyle s=1;m>1} esetén adódik. Számos képlet ismert egyes sok osztóval rendelkező b-re és m-re, ahol az A sorozat számos tagja 0. E formulák felfedezése ilyen lineáris kombinációk számítógépes keresését igényli az egyes összegek számítása után. A keresési folyamat s, b és m tartományainak kiválasztásából, az összeg hosszú kiértékeléséből, egészreláció-kereső algoritmust (általában Helaman Ferguson PSLQ-algoritmusát) használva A megtalálásából áll, melyeknél az összeg ismert állandó vagy 0.

### A pi BBP-képlete
Az eredeti BBP π-összegző képletet 1995-ben fedezte fel Plouffe a PSLQ algoritmussal. A P függvénnyel is felírható:
{\displaystyle {\begin{aligned}\pi &=\sum _{k=0}^{\infty }\left[{\frac {1}{16^{k}}}\left({\frac {4}{8k+1}}-{\frac {2}{8k+4}}-{\frac {1}{8k+5}}-{\frac {1}{8k+6}}\right)\right]\\&=P{\bigl (}1,16,8,(4,0,0,-2,-1,-1,0,0){\bigr )},\end{aligned}}}
Ez két polinom hasonló arányára egyszerűsödik:
{\displaystyle \pi =\sum _{k=0}^{\infty }\left[{\frac {1}{16^{k}}}\left({\frac {120k^{2}+151k+47}{512k^{4}+1024k^{3}+712k^{2}+194k+15}}\right)\right].}
E képlet π-vel való egyenlőségének bizonyítása egyszerű volt.

#### A π BBP számjegyszámító algoritmusa
Az n. hexadecimális számjegy képletéhez néhány változtatás szükséges. Először a képlet átírása az alábbi alakra:
{\displaystyle \pi =4\sum _{k=0}^{\infty }{\frac {1}{\left(16^{k}\right)(8k+1)}}-2\sum _{k=0}^{\infty }{\frac {1}{\left(16^{k}\right)(8k+4)}}-\sum _{k=0}^{\infty }{\frac {1}{\left(16^{k}\right)(8k+5)}}-\sum _{k=0}^{\infty }{\frac {1}{\left(16^{k}\right)(8k+6)}}.}
Adott n-re az első összeget számítva a végtelen összeget az n. tagnál elválasztva:
{\displaystyle \sum _{k=0}^{\infty }{\frac {1}{\left(16^{k}\right)(8k+1)}}=\sum _{k=0}^{n}{\frac {1}{\left(16^{k}\right)(8k+1)}}+\sum _{k=n+1}^{\infty }{\frac {1}{\left(16^{k}\right)(8k+1)}}.}
{\displaystyle 16^{n}}-nel szorozva, mely a szám egész és törtrészét az n. helyre helyezi:
{\displaystyle \sum _{k=0}^{\infty }{\frac {16^{n-k}}{8k+1}}=\sum _{k=0}^{n}{\frac {16^{n-k}}{8k+1}}+\sum _{k=n+1}^{\infty }{\frac {16^{n-k}}{8k+1}}.}
Mivel csak a törtrész a fontos, összehasonlítva a két tagot, látható, hogy csak az első összeg ad ki egészeket, vagyis a második összeg nem ad ki egészt, mivel a számláló {\displaystyle k>n} esetén nem lehet a nevezőnél nagyobb. Így az első összegből ki kell vonni az egészeket a {\displaystyle 8k+1}-es maradék számításával. Az első törtrész összege:
{\displaystyle \sum _{k=0}^{n}{\frac {16^{n-k}{\bmod {(}}8k+1)}{8k+1}}+\sum _{k=n+1}^{\infty }{\frac {16^{n-k}}{8k+1}}.}
Látható, hogy a maradékoperátor biztosítja, hogy csak a törtrész marad. {\displaystyle 16^{n-k}\mod (8k+1)} számításához a moduláris hatványozás használható. Ha a szorzat 1-nél nagyobb, a modulus kivonása történik, hasonlóan az összegekhez. A számítás végén ez mind a 4 összegre elvégzendő, ezután a 4 összeg visszakerül a π-hez tartozó összegbe:
{\displaystyle 4\Sigma _{1}-2\Sigma _{2}-\Sigma _{3}-\Sigma _{4}.}
Mivel csak a törtrész pontos, a szükséges számjegy számítása az egész rész eltávolítását és a 16-tal való szorzást igényli (elvben a számítási pontosságig terjedő számjegyek is pontosak).
E folyamat hasonló a szorzáshoz, de csak néhány középső oszlop adandó össze. Bár vannak nem számított átvitelek, általában a számítógépek sok (32 vagy 64) biten végeznek számításokat, majd kerekítenek, és csak a legértékesebb számjegyek a fontosak. Lehetséges azonban, hogy egy adott számítás hasonló lehet egy kis szám (például az 1) 999 999 999 999 999-hez való hozzáadásakori hibával, amely hiba a legértékesebb számjegyekig végigmegy.

## A BBP és más π-számító módszerek összehasonlítása
Ez az algoritmus a π-t speciális, több ezer vagy millió számjegyes adattípusok nélkül számítja, az n. számjegyet az azt megelőző {\displaystyle n-1} nélkül számítja, és kis, hatékony adattípusokat használ.
Bár a BBP-formula tetszőleges számjegyet kisebb erőforrásigénnyel számít az összes köztes számjegyet számító képleteknél, a BBP linearitmikus ({\displaystyle O(n\log n)}) marad: minél nagyobb n, vagyis minél későbbi a számítandó számjegy, annál több idő kell a számításhoz, hasonlóan a hagyományos π-számító algoritmusokhoz.

## Általánosítás
D. J. Broadhurst a BBP algoritmust más konstansok számítására általánosítja nagyjából lineáris idő- és logaritmikus helyigénnyel. Eredményeket ad meg a Catalan-állandóra, a {\displaystyle \pi ^{3}}-ra, a {\displaystyle \pi ^{4}}, az Apéry-állandóra ({\displaystyle \zeta (3)}), {\displaystyle \zeta (5)}-re (ahol {\displaystyle \zeta (x)} a Riemann-féle zéta-függvény), {\displaystyle \ln ^{3}2}-re, {\displaystyle \ln ^{4}2}-re, {\displaystyle \ln ^{5}2}-re és {\displaystyle \pi } és {\displaystyle \ln 2} különböző hatványainak szorzataira. Ezeket elsősorban polilogaritmus-létrák használatával éri el.

## Fordítás
Ez a szócikk részben vagy egészben  a   Bailey–Borwein–Plouffe formula című angol Wikipédia-szócikk ezen változatának fordításán alapul.  Az eredeti cikk szerkesztőit annak laptörténete sorolja fel. Ez a jelzés csupán a megfogalmazás eredetét és a szerzői jogokat jelzi, nem szolgál a cikkben szereplő információk forrásmegjelöléseként.